# Aids - en ny sygdom
Aids - en ny sygdom er en dansk oplysningsfilm fra 1985 instrueret af Flemming Arnholm og efter manuskript af Jens Ove Nielsen.